# Philokharész
Philokharész (Kr. e. 3. század) ókori görög festő.
A peloponnészoszi háború után élt. Egyik képét Augustus római császár vásárolta meg comitiumbeli villájába. A képet Rómában kiváltképp azért csodálták, mivel a rajta ábrázolt serdülő ifjú és öreg édesapja arcvonásainak hasonlatossága nagy művészi erővel volt megfestve. Egyes kutatók szerint Philokharész azonos Aiszkhinész bátyjával. Idősebb Plinius tesz említést róla.